# Liste der Monuments historiques in Tracy-le-Val
Die Liste der Monuments historiques in Tracy-le-Val führt die Monuments historiques in der französischen Gemeinde Tracy-le-Val auf.

## Liste der Bauwerke
| Bezeichnung    | Beschreibung              | Standort | Kennzeichnung | Schutzstatus | Datum | Bild           |
| -------------- | ------------------------- | -------- | ------------- | ------------ | ----- | -------------- |
| Kirche St-Éloi | Erbaut im 12. Jahrhundert | (Lage)   | PA00114923    | Classé       | 1840  | weitere Bilder |

## Liste der Objekte
| Bezeichnung            | Beschreibung | Standort                     | Kennzeichnung | Schutzstatus | Datum | Bild |
| ---------------------- | ------------ | ---------------------------- | ------------- | ------------ | ----- | ---- |
| Bas-Relief: Kinderkopf | Marmor, 1846 | in der Kirche St-Éloi (Lage) | PM60004117    | Inscrit      | 1989  |      |